# Épisodes de Night Stalker
Cet article présente la liste des épisodes de la série télévisée américaine Night Stalker : Le Guetteur (Night Stalker).

## Liste des épisodes

### Épisode 1:Le Règne de la peur
- États-Unis : 29 septembre 2005 sur ABC
- France : 22 décembre 2007 sur M6

### Épisode 2:Sous influence
- États-Unis : 6 octobre 2005 sur ABC
- France : 22 décembre 2007 sur M6

### Épisode 3:La Confrérie
- États-Unis : 13 octobre 2005 sur ABC
- France : 29 décembre 2007 sur M6

### Épisode 4:Obsession
- États-Unis : 20 octobre 2005 sur ABC
- France : 5 janvier 2008 sur M6

### Épisode 5:Malum
- États-Unis : 27 octobre 2005 sur ABC
- France : 5 janvier 2008 sur M6

### Épisode 6:Agent trouble (1/2)
- États-Unis : 10 novembre 2005 sur ABC
- France : 12 janvier 2008 sur M6

### Épisode 7:Agent trouble (2/2)
- États-Unis : 24 février 2006 sur iTunes Store
- France : 12 janvier 2008 sur M6

### Épisode 8:La Mort dans la peau
- États-Unis : 3 mars 2006 sur iTunes Store
- France : 19 janvier 2008 sur M6

### Épisode 9:La Morsure du temps
- États-Unis : 10 mars 2006 sur iTunes Store
- France : 19 janvier 2008 sur M6

### Épisode 10:La Réponse
- États-Unis : 17 mars 2006 sur iTunes Store
- France : 19 janvier 2008 sur M6